# Memento
Memento è un film del 2000 scritto e diretto da Christopher Nolan.
La sceneggiatura è basata sul racconto del fratello del regista, Jonathan Nolan, Memento Mori, pubblicato però successivamente alla realizzazione del film. Il film è stato candidato ai Premi Oscar 2002 come migliore sceneggiatura originale e miglior montaggio.
La pellicola è ampiamente considerata uno dei migliori lavori di Nolan e tra i film più significativi degli anni 2000, tant'è che nel 2017 è stato scelto per la conservazione nel National Film Registry della Biblioteca del Congresso degli Stati Uniti.

## Trama
(Tagline del film)
In seguito a un attacco subito da due uomini con il volto coperto, che avevano stuprato e ucciso la moglie, Leonard Shelby è affetto da un disturbo della memoria per i fatti recenti (amnesia anterograda); non è quindi in grado di immagazzinare nuove informazioni per più di alcuni minuti. Per cercare di sopperire a questa mancanza cerca di scrivere e prendere appunti il più possibile su post-it, foto e perfino sulla propria pelle. Il suo corpo è infatti ricoperto da numerosi tatuaggi che gli forniscono indicazioni su cosa è successo e cosa dovrà fare.
Si impone questo metodo mnemonico in seguito a un caso di lavoro affrontato prima dell'incidente, quando era investigatore in una compagnia di assicurazioni e si occupava di scovare gli impostori nei casi di false denunce di risarcimento. Il suo caso più complesso era stato quello con l'ex commercialista cinquantottenne Sammy Jankis: analogamente a lui - in seguito a un incidente - Jankis aveva perso la possibilità di immagazzinare nuove informazioni attraverso la memoria a lungo termine. Leonard, dopo numerose visite e test, aveva concluso la perizia dichiarando un problema mentale e non fisico ed escludendo quindi Jankis dal risarcimento assicurativo. La moglie di Jankis non si era data pace, non tanto per la conclusione della perizia, bensì per la mancanza di certezza sulle condizioni del marito, non sapendo se fosse possibile per lui effettivamente ricordare qualcosa. Il presente era vissuto soltanto nella quotidianità di gesti ripetitivi, che Jankis eseguiva senza problemi poiché antecedenti all'incidente, come le iniezioni di insulina necessarie per il diabete della consorte. La storia di Jankis si concluse tristemente con un fatale test compiuto direttamente dalla moglie: ella si era fatta iniettare dal marito numerose dosi di insulina a brevissima distanza di tempo al fine di mettere alla prova la sua buona fede e capire se ricordasse quanto accadeva, attività che il marito aveva provveduto ad espletare senza ricordarsi di quanto somministrato poco prima. Entrata in coma la moglie, il signor Jankis fu internato in una clinica psichiatrica senza avere ricordo di quello che era avvenuto. A quel punto Leonard aveva capito che il commercialista non aveva mai finto di non riconoscerlo: quella strana microespressione, il lampo di riconoscimento nel suo sguardo, era motivata dal desiderio automatico di non deludere l'interlocutore mostrandogli lo sguardo di uno sconosciuto. Pertanto il tatuaggio sulla mano sinistra, il più visibile, scrutato e citato da Leonard alle persone che incontra è "Ricordati di Sammy Jankis".
Leonard ha una missione da compiere: il tatuaggio più in evidenza, sul petto, gli rivela che sua moglie Catherine è stata stuprata e uccisa da John (o James) G., che è anche la stessa persona che colpendolo alla testa gli ha provocato il disturbo della memoria. Leonard vuole a tutti i costi trovarlo per ucciderlo. Nella sua missione di vendetta viene in contatto con alcune persone tra cui Teddy, che si definisce suo caro amico, e Natalie, che ha da poco perso una persona cara e lo aiuta per compassione. Leonard non può ricordare nemmeno i volti delle persone né sapere se le conosca, per decidere di chi può fidarsi porta sempre con sé delle foto polaroid con l'indicazione del nome della persona ritratta e l'impressione che ne ha ricevuto, annotando in tal modo preziose informazioni sugli sconosciuti che gli si parano davanti qualora dovesse incontrarli un'altra volta.
Teddy viene ucciso all'inizio del film e presentato come colui che Leonard ha scoperto essere John G. La pellicola intera è la ricostruzione del modo in cui Leonard ha raccolto le informazioni e della sua interazione con il mondo esterno, che lo hanno portato improvvisamente ad assassinare Teddy fidandosi unicamente di quanto c'era scritto sulle foto e gli appunti che usava come punto di riferimento.
Durante la storia capiamo che Leonard è coinvolto in un terribile scambio tra spacciatori finito male, un certo Jimmy Grantz è rimasto ucciso e gli è stata sottratta una grossa somma di denaro. Dodd, fidanzato di Natalie e socio di Jimmy, vuole riavere i soldi e la minaccia violentemente credendola responsabile. Leonard allora, seguendo i suoi appunti e non rendendosi conto di essere manipolato dalla donna, decide di aiutare Natalie e si scontra con Dodd riuscendo ad avere la meglio. Il caso prosegue e Leonard cerca di fare chiarezza come può, finché grazie alle informazioni che gli fornisce Natalie scopre che è proprio Teddy il John G. che stava cercando. Tuttavia, alla fine del film (che si scoprirà essere solo il punto di svolta di una storia iniziata cronologicamente da appena un paio di giorni), viene fuori che è stato proprio Leonard ad uccidere Jimmy Grantz, il vero fidanzato di Natalie, secondo le informazioni che Teddy gli aveva fornito e che lo indicavano come John G. Teddy a questo punto prova a spiegare a Leonard quello che sta accadendo.
Teddy rivela di essere il poliziotto a cui assegnarono il caso dell'aggressione di Leonard e della moglie; la moglie di Leonard sopravvisse ma non accettò mai il fatto che il marito soffrisse di un disturbo di memoria provocato dall'aggressione. Nel tentativo di testare la memoria di Leonard si fece somministrare da lui più volte la dose di insulina, fino a farsi uccidere. Teddy spiega a Leonard che in realtà era proprio lui, e non Sammy Jankis, un truffatore da lui scoperto in passato, ad aver ucciso involontariamente la propria moglie: la fusione dei due personaggi è rivelata infatti in un'inquadratura in cui le figure dei due si sovrappongono nella stessa situazione per pochi secondi. Secondo Teddy, dato che Leonard non poteva ricordare il tragico evento per colpa del suo problema alla memoria, e siccome non voleva rammentare la sua responsabilità in esso, facendo ricorso al condizionamento mentale ha ricostruito la reale causa della morte di Catherine come una storia che non riguardava se stesso e ha collegato il decesso della moglie all'ultimo suo ricordo a lungo termine: l'aggressione. Il poliziotto, provando compassione per Leonard, lo aiutò a trovare e ad uccidere il vero John G. un anno prima. Tuttavia Leonard, dimenticando di averlo già fatto, ogni volta decideva di tornare a cercare e ad uccidere "l'assassino di sua moglie" e Teddy, sia per dare pace all'amico sia per approfittarsi della situazione, gli dava indizi per cercare un nuovo John G. da uccidere tra i vari ricercati e spacciatori di cui aveva informazioni, dopo aver sottratto loro ingenti somme di denaro. Teddy però, raccontando a Leonard queste cose, commette un grave errore: dice a Leonard di essere anche lui un John G., in quanto il suo nome completo è John Edward Gammell. Così Leonard, volendo dimenticare tutti i terribili fatti raccontati da Teddy per credere ad una verità diversa, scrive i dati del poliziotto su un foglio di carta creando egli stesso gli indizi che lo porteranno infine a convincersi che Teddy è il John G. che cerca da tanto tempo.
Alla fine del film vi è una breve inquadratura dove Leonard si immagina a letto con la moglie, con un tatuaggio sul petto su cui si legge i've done it (l'ho fatto), riferendosi all'omicidio di John G.

## Titolo
La parola memento (parola latina, letteralmente "ricordati", imperativo futuro, seconda persona singolare) in inglese indica comunemente qualsiasi oggetto utilizzato per ricordarsi di qualcosa, compresi i foglietti con note e appunti come quelli che si vedono nel film stesso.

## Produzione

### Montaggio

Struttura del film

Il montaggio del film è la rappresentazione visiva della mente del protagonista, ogni scena del film è interrotta dopo 15 minuti e riparte con un'altra scena di 15 minuti cronologicamente opposta a quella di prima; e il film prosegue così, alternando questi apparenti mini film senza logica continua ma man mano che si arriva alla parte centrale del film, che secondo un ordine cronologico lineare, sarebbe la scena finale, lo spettatore inizia a collegare tutti i pezzi del puzzle insieme al protagonista. Lo spettatore così è come il protagonista, poiché vedendo eventi di cui ancora non ha visto i precedenti, si trova nella stessa condizione di spaesamento.
Ma al di là della trama, il film è incentrato sulla necessità umana di ancorare la vita a una successione temporale di eventi. Nel momento in cui ciò non è possibile, essa stessa diventa qualcosa di non gestibile. Il protagonista non sa neppure quanto tempo è passato dall'incidente e ogni volta che si risveglia scopre di nuovo tutto da capo, così come dopo pochi minuti non ricorda assolutamente ciò che stava facendo. Ciononostante, la necessità di avere uno scopo è così forte da spingerlo a continuare a vivere grazie "all'istinto, all'ordine e al metodo".
Nella versione distribuita in DVD e Blu-ray Disc in Europa è inclusa una copia del film con le scene montate in ordine cronologico, ovvero in maniera linearmente sequenziale. Tuttavia non è una vera e propria versione alternativa del film, ma un semplice contenuto extra predisposto dallo studio di distribuzione, in quanto il regista considera quella cinematografica come l'unica versione.

## Accoglienza

### Incassi
Il film ha incassato 25 544 867 dollari negli Stati Uniti e 14 178 229 dollari negli altri paesi, fra cui 2 022 828 in Australia e 1 181 625 in Germania.

### Critica
Il film, nonostante abbia avuto un successo appena discreto al botteghino, è stato col tempo rivalutato dalla critica ed è divenuto un cult fra gli appassionati di cinema.
Su Metacritic il film ha ricevuto un punteggio di 80 su 100 basato su 34 recensioni, su Rotten Tomatoes ha un indice di gradimento del 92% mentre su IMDB riporta un punteggio di 8.5/10.
Il film viene anche considerato un classico del cinema mindfuck degli anni novanta e duemila.

## Distribuzione

### Data di uscita
Il film è stato distribuito in molti paesi fra cui:
- Italia, 5 settembre 2000 (Venice Film Festival), distribuito nei cinema il 19 gennaio 2001
- Francia, 7 settembre 2000 (Deauville Festival of American Cinema)
- Canada, 9 settembre 2000 (Toronto International Film Festival)
- Spagna, 19 gennaio 2001
- USA, 20 gennaio 2001 (Sundance Film Festival)
- Finlandia, 1º aprile 2001 (Night Visions Film Festival)
- Australia, 12 aprile 2001
- Danimarca, 20 aprile 2001
- Norvegia, 1º giugno 2001
- Finlandia, 15 giugno 2001
- Sudafrica, 6 luglio 2001
- Repubblica Ceca, 13 luglio 2001 (Karlovy Vary International Film Festival)
- Svezia, 13 luglio 2001
- Germania, 24 luglio 2001 (München Fantasy Filmfest), distribuito nei cinema il 13 dicembre 2001
- Brasile, 31 agosto 2001
- Giappone, 3 novembre 2001 (Tokyo)

## Riconoscimenti
- 2002 - Premio Oscar
  - Candidatura alla migliore sceneggiatura originale a Christopher Nolan e Jonathan Nolan
  - Candidatura al miglior montaggio a Dody Dorn
- 2002 - Golden Globe
  - Candidatura alla migliore sceneggiatura a Christopher Nolan
- 2000 - Festival del cinema americano di Deauville
  - Premio speciale della giuria, premio della critica internazionale, premio CinéLive Award
- 2000 - Catalonian International Film Festival
  - Premio per la miglior sceneggiatura

- 2001 - Sundance Film Festival
  - Premio Waldo Salt Screenwriting Award per la miglior sceneggiatura
- 2001 - British Independent Film Awards 2001
  - Miglior film straniero in lingua inglese
- 2001 - National Board of Review of Motion Pictures
  - Migliori dieci film dell'anno
- 2002 - Independent Spirit Award
  - Miglior film
  - Miglior regista a Christopher Nolan
  - Miglior sceneggiatura a Christopher Nolan
  - Miglior attrice non protagonista a Carrie-Anne Moss
  - Candidatura alla migliore fotografia a Wally Pfister

## Altri media
La pellicola è stata citata in numerosi brani musicali: viene citata dal rapper italiano Caparezza nella canzone Migliora la tua memoria con un click, dall’album Prisoner 709  , e dal collettivo italiano Il Terzo Segreto di Satira nel video Dimemento, montato alternando scene del film con immagini reali, in cui il protagonista della pellicola è paragonato a Luigi Di Maio a causa di alcune dichiarazioni contraddittorie di quest'ultimo durante la campagna elettorale delle elezioni politiche del 2018, come se fosse affetto dalla medesima patologia del protagonista.